# Svetoslav Malinov
Svetoslav Christov Malinov (Bulgaars: Светослав Христов Малинов) (Doepnitsa, 19 januari 1968) is een Bulgaars politicus.

## Loopbaan
Malinov studeerde van 1988 tot 1993 politieke wetenschappen aan de St. Kliment Ohridski-universiteit in Sofia. Sinds 1998 werkt hij op deze universiteit als docent geschiedenis van politieke filosofie en in 1999 haalde hij zijn doctoraat met een proefschrift over conservatisme in het Verenigd Koninkrijk. Hij heeft werk van onder anderen Francis Bacon en John Locke naar het Bulgaars vertaald.
Hij zetelde van 2005 tot 2009 voor de Democraten voor een Sterk Bulgarije (DSB) in de Nationale Vergadering. DSB deed met de Blauwe Coalitie mee aan de verkiezingen voor het Europees Parlement in 2009. De Blauwe Coalitie won genoeg stemmen voor één zetel, maar deze ging naar Nadezhda Neynsky van coalitiepartner Unie van Democratische Krachten. Door het Verdrag van Lissabon werd het aantal zetels in het Europees Parlement vergroot en kreeg de Blauwe Coalitie een tweede zetel toebedeeld, zodat Malinov in december 2011 alsnog lid werd van het Europees Parlement. Hij heeft deel uitgemaakt van de volgende commissies en delegaties:
- Commissie burgerlijke vrijheden, justitie en binnenlandse zaken (2011-heden)
- Delegatie voor de betrekkingen met het Arabisch schiereiland (2011-heden)
- Commissie werkgelegenheid en sociale zaken (2011-heden; als plaatsvervanger)